# Race of Champions 1983
GP précédent
La Race of Champions 1983 (XIV Race of Champions), disputée le 10 avril 1983 sur le circuit de Brands Hatch en Angleterre, est la quatorzième édition de cette épreuve. À ce jour, il s'agit de la dernière course hors-championnat de l'histoire de la Formule 1.

## Engagés
| no | Pilote               | Écurie                         | Châssis         | Moteur         | Pneus |
| -- | -------------------- | ------------------------------ | --------------- | -------------- | ----- |
| 1  | Keke Rosberg         | TAG Williams Team              | Williams FW08C  | Ford V8        | G     |
| 4  | Danny Sullivan       | Benetton Tyrrell Team          | Tyrrell 011     | Ford V8        | G     |
| 5  | Héctor Rebaque       | Fila Sport                     | Brabham BT52    | BMW 4 en ligne | M     |
| 7  | John Watson          | Marlboro McLaren International | McLaren MP4/1C  | Ford V8        | M     |
| 12 | Nigel Mansell        | John Player Team Lotus         | Lotus 93T       | Renault V6     | P     |
| 17 | Jean-Louis Schlesser | RAM Automotive Team March      | RAM March 01    | Ford V8        | P     |
| 26 | Raul Boesel          | Équipe Ligier Gitanes          | Ligier JS21     | Ford V8        | M     |
| 28 | Rene Arnoux          | Scuderia Ferrari SpA SEFAC     | Ferrari 126 C2B | Ferrari V6     | G     |
| 29 | Chico Serra          | Arrows Racing Team             | Arrows A6       | Ford V8        | G     |
| 30 | Alan Jones           | Arrows Racing Team             | Arrows A6       | Ford V8        | G     |
| 33 | Roberto Guerrero     | Theodore                       | Theodore N183   | Ford V8        | G     |
| 34 | Brian Henton         | Theodore                       | Theodore N183   | Ford V8        | G     |
| 40 | Stefan Johansson     | Spirit Racing                  | Spirit 201      | Honda V6       | G     |

## Grille de départ
| Pos. | Pilote               | Écurie         | Temps          | Écart      |
| ---- | -------------------- | -------------- | -------------- | ---------- |
| 1    | Keke Rosberg         | Williams-Ford  | 1 min 15 s 766 |            |
| 2    | René Arnoux          | Ferrari        | 1:15.839       | + 0 s 073  |
| 3    | Alan Jones           | Arrows-Ford    | 1:17.501       | + 1 s 735  |
| 4    | John Watson          | McLaren-Ford   | 1:18.062       | + 2 s 296  |
| 5    | Danny Sullivan       | Tyrrell-Ford   | 1:18.446       | + 2 s 680  |
| 6    | Brian Henton         | Theodore-Ford  | 1:18.549       | + 2 s 783  |
| 7    | Roberto Guerrero     | Theodore-Ford  | 1:18.862       | +3 s 096   |
| 8    | Nigel Mansell        | Lotus-Renault  | 1:18.894       | + 3 s 128  |
| 9    | Raul Boesel          | Ligier-Ford    | 1:19.236       | + 3 s 470  |
| 10   | Héctor Rebaque       | Brabham-BMW    | 1:19.592       | + 3 s 826  |
| 11   | Chico Serra          | Arrows-Ford    | 1:22.402       | + 6 s 636  |
| 12   | Stefan Johansson     | Spirit-Honda   | 1:35.500       | + 19 s 734 |
| 13   | Jean-Louis Schlesser | RAM March-Ford | Pas de temps   |            |

## Course
| Pos. | Pilote               | Écurie         | Tours | Temps/Abandon     |
| ---- | -------------------- | -------------- | ----- | ----------------- |
| 1    | Keke Rosberg         | Williams-Ford  | 40    | 53 min 15 s 253   |
| 2    | Danny Sullivan       | Tyrrell-Ford   | 40    | + 0 s 490         |
| 3    | Alan Jones           | Arrows-Ford    | 40    | + 28 s 642        |
| 4    | Brian Henton         | Theodore-Ford  | 40    | + 40 s 520        |
| 5    | Raul Boesel          | Ligier-Ford    | 40    | + 40 s 971        |
| 6    | Jean-Louis Schlesser | RAM March-Ford | 39    | + 1 tour          |
| 7    | Roberto Guerrero     | Theodore-Ford  | 39    | + 1 tour          |
| Abd. | Chico Serra          | Arrows-Ford    | 30    | Boîte de vitesses |
| Abd. | René Arnoux          | Ferrari        | 23    | Boîte de vitesses |
| Abd. | Héctor Rebaque       | Brabham-BMW    | 15    | Tenue de route    |
| Abd. | John Watson          | McLaren-Ford   | 9     | Transmission      |
| Abd. | Nigel Mansell        | Lotus-Renault  | 7     | Tenue de route    |
| Abd. | Stefan Johansson     | Spirit-Honda   | 5     | Moteur            |

## Pole position et record du tour
- Pole position :  Keke Rosberg (Williams-Ford) en 1 min 15 s 766 (199,852 km/h)[2].
- Meilleur tour en course :  René Arnoux (Ferrari) en 1 min 17 s 826 au 18e tour (194,562 km/h)[4].

## Tours en tête
- René Arnoux : 6 tours (1-6)
- Keke Rosberg : 34 tours (7-40)[5]